# Campeonato de Primera División 1917 (Argentina)
La Copa Campeonato de 1917 fue el vigésimo noveno torneo de la Primera División del fútbol argentino. Comenzó el 1 de abril y terminó el 30 de diciembre.
El campeón fue el Racing Club, que se consagró tras vencer 2–0 a Gimnasia y Esgrima (LP) como local en la décimo novena fecha. De esta manera, alcanzó su quinto título consecutivo, continuando con la histórica serie del heptacampeonato, y logró clasificar a la Copa Ibarguren 1917 contra Rosario Central, campeón de la Copa Nicasio Vila 1917.

## Ascensos y descensos
| Pos | Equipo ascendido  |
| --- | ----------------- |
| 1.º | Sportivo Barracas |

| Pos  | Equipos descendidos en la temporada 1916 |
| ---- | ---------------------------------------- |
| 21.º | Belgrano Athletic                        |
| 22.º | Quilmes                                  |

De esta manera, el número de participantes se redujo a 21.

## Equipos
| Equipo               | Ciudad       |
| -------------------- | ------------ |
| Argentino de Quilmes | Quilmes      |
| Atlanta              | Buenos Aires |
| Banfield             | Banfield     |
| Boca Juniors         | Buenos Aires |
| Columbian            | Buenos Aires |
| Estudiantes          | Buenos Aires |
| Estudiantes          | La Plata     |
| Estudiantil Porteño  | Buenos Aires |
| Ferro Carril Oeste   | Buenos Aires |
| Gimnasia y Esgrima   | Buenos Aires |
| Gimnasia y Esgrima   | La Plata     |
| Huracán              | Buenos Aires |
| Independiente        | Avellaneda   |
| Platense             | Buenos Aires |
| Porteño              | Buenos Aires |
| Racing Club          | Avellaneda   |
| River Plate          | Buenos Aires |
| San Isidro           | San Isidro   |
| San Lorenzo          | Buenos Aires |
| Sportivo Barracas    | Buenos Aires |
| Tigre                | Victoria     |

## Tabla de posiciones final
| Pos  | Equipo                  | Pts | PJ | G  | E  | P  | GF | GC | Dif |
| ---- | ----------------------- | --- | -- | -- | -- | -- | -- | -- | --- |
| 1.º  | Racing Club             | 35  | 20 | 16 | 3  | 1  | 58 | 4  | 54  |
| 2.º  | River Plate             | 30  | 20 | 12 | 6  | 2  | 35 | 14 | 21  |
| 3.º  | Huracán                 | 28  | 20 | 11 | 6  | 3  | 42 | 15 | 27  |
| 4.º  | Boca Juniors            | 28  | 20 | 10 | 8  | 2  | 42 | 23 | 19  |
| 5.º  | Sportivo Barracas       | 21  | 20 | 6  | 9  | 5  | 25 | 22 | 3   |
| 6.º  | Estudiantes (LP)        | 21  | 20 | 8  | 5  | 7  | 28 | 28 | 0   |
| 7.º  | Estudiantil Porteño     | 21  | 20 | 6  | 9  | 5  | 26 | 26 | 0   |
| 8.º  | Independiente           | 20  | 20 | 7  | 6  | 7  | 29 | 24 | 5   |
| 9.º  | San Isidro              | 20  | 20 | 7  | 6  | 7  | 31 | 35 | -4  |
| 10.º | Gimnasia y Esgrima (LP) | 19  | 20 | 4  | 11 | 5  | 19 | 24 | -5  |
| 11.º | Ferro Carril Oeste      | 19  | 20 | 6  | 7  | 7  | 18 | 24 | -6  |
| 12.º | San Lorenzo             | 18  | 20 | 6  | 6  | 8  | 29 | 27 | 2   |
| 13.º | Porteño                 | 18  | 20 | 7  | 4  | 9  | 20 | 30 | -10 |
| 14.º | Columbian               | 18  | 20 | 8  | 2  | 10 | 18 | 35 | -17 |
| 15.º | Platense                | 17  | 20 | 4  | 9  | 7  | 21 | 26 | -5  |
| 16.º | Atlanta                 | 16  | 20 | 6  | 4  | 10 | 29 | 41 | -22 |
| 17.º | Tigre                   | 16  | 20 | 6  | 4  | 10 | 23 | 36 | -13 |
| 18.º | Argentino de Quilmes    | 16  | 20 | 6  | 4  | 10 | 21 | 37 | -16 |
| 19.º | Estudiantes (BA)        | 15  | 20 | 6  | 3  | 11 | 25 | 31 | -6  |
| 20.º | Gimnasia y Esgrima (BA) | 12  | 20 | 4  | 4  | 12 | 23 | 44 | -21 |
| 21.º | Banfield                | 12  | 20 | 4  | 4  | 12 | 17 | 33 | -16 |

|  |            |
|  | Campeón    |
|  | Descendido |